# Capela de Ánimas

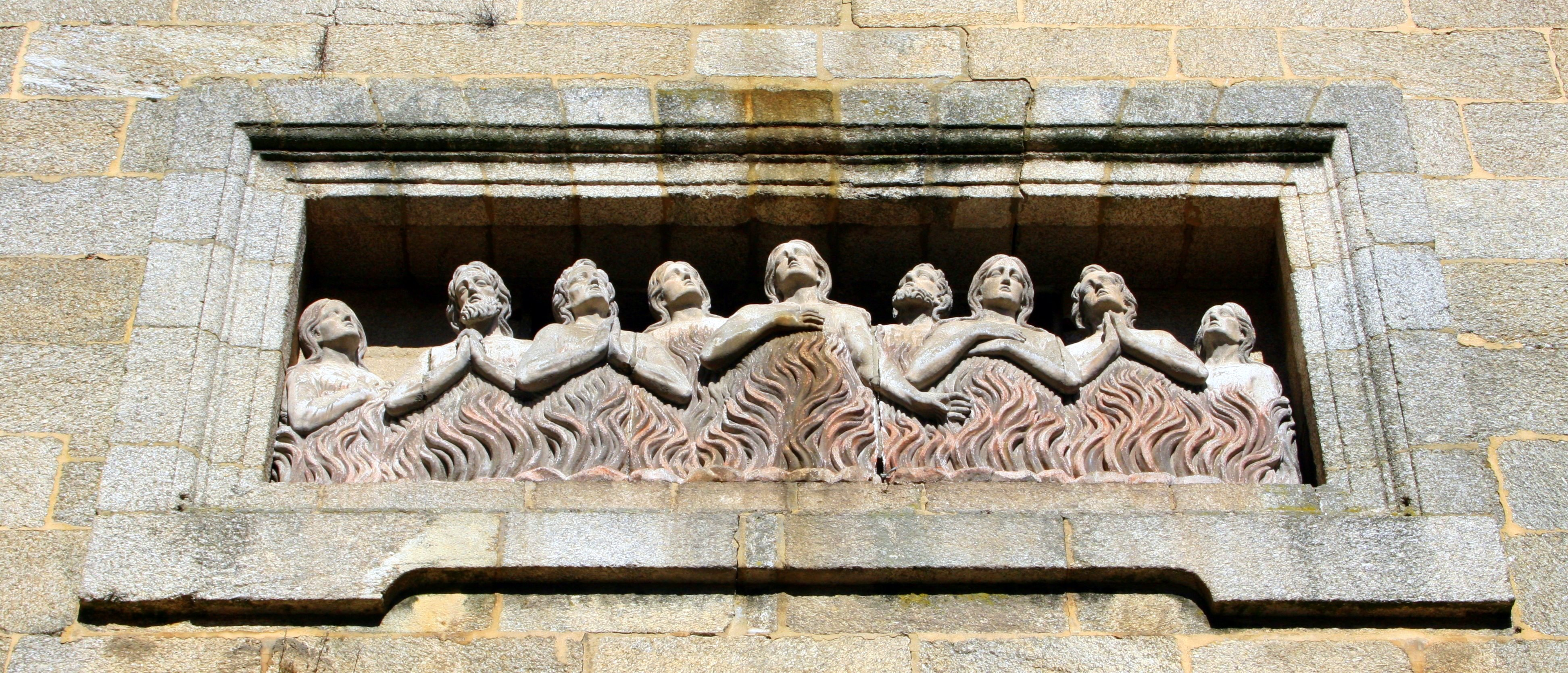
Relevo "das Almas" na fachada

A Capela de Ánimas (em português: Capela das Almas; em castelhano: Capilla de Ánimas), de nome completo Capela da Confraria Geral de Ánimas (em galego: Capela da Confraría Xeral de Ánimas) é um templo católico construído no final do século XVIII na cidade de Santiago de Compostela, Galiza, Espanha. O projeto foi da autoria do arquiteto Miguel Ferro Caaveiro e as obras foram dirigidas pelo mestre de obras Juan López Freire. A construção foi iniciada a 8 de abril de 1784 e a consagração, ao Santíssimo Cristo da Misericórdia, ocorreu a 31 de agosto de 1788.

## História e descrição
A fachada foi construída na passagem do século, quando a confraria conseguiu comprar e demolir um bloco de casas que impedia o avanço das obras e a abertura de espaço em frente da frontaria. Para a construção, o confraria enviou vários projetos à Real Academia de Belas-Artes de São Fernando, para que fossem apreciados pelo arquiteto Ventura Rodríguez. O projeto escolhido foi o de Ferro Caaveiro.
A capela, que pelas suas dimensões poderia chamar-se igreja, tem uma tipologia de planta retangular, com nave única, três capelas laterais de cada lado e presbitério com capela-mor retangular, mais estreita do que a nave. Os tetos são em abóbada de canhão nas capelas laterais e uma grandiosa abóbada de canhão com lunetas, sustentada sobre arcos colados à abóbada na nave. O presbitério também é coberto por uma abóbada de canhão, que emprega como elemento de encadeamento com a nave um vistoso arco triunfal côncavo, muito caraterístico da arquitetura do classicismo barroco espanhol da época de Carlos III, que se encontra também, por exemplo, na capela do Palácio Real de Madrid.
O altar e o traçado do programa iconográfico do conjunto corresponde à advogação do Santo Cristo da Misericórdia, à religiosidade da confraria e ao cerimonial específico da Via Sacra, celebrado todos os domingos à tarde na capela. O programa foi idealizado pelo arquiteto académico Melchor de Prado Mariño com a colaboração dos confrades mais cultos. A sua realização, entre 1803 e 1814, materializou-se numa série de relevos emotivos e catequizadores, realizados pelo seu irmão Manuel de Prado Mariño num material inventado por ele que alguns descrevem como estuque veneziano policromado. Manuel de Prado Mariño era um escultor com formação académica, também compostelano, que demonstrou nesta obra, grandes qualidades de cenógrafo. Com esta conceção, ligada às das Vias Sacras, ou mais especificamente à cenografia franciscana das capelas dos Sacromontes europeus, rompe-se  tradição dos altares barrocos galegos, presididos por retábulos de madeira policromada.
Os relevos das Almas (Ánimas) desenvolvem um relato evangélhico da Paixão do Senhor, concentrando num espaço único o itinerário devocional, místico e catequizante da Via Sacra de um Sacromonte. Nas capelas laterais e no altar-mor são   apresentadas as cenas da Flagelação, Ecce Homo, Caminho do Calvário, Alçamento na Cruz, Crucificação (no altar-mor), Deposição da Cruz, Lamentação sobre Cristo morto, o Santo Enterro e a Ressurreição.